# Anthony Quinn
Anthony Quinn, właśc. Manuel Antonio Rodolfo Quinn Oaxaca (ur. 21 kwietnia 1915 w Chihuahua, zm. 3 czerwca 2001 w Bostonie) – meksykańsko-amerykański aktor, reżyser, scenarzysta, malarz,  rzeźbiarz i restaurator. Dwukrotny laureat Oscara. Pięciokrotnie uzyskiwał także nominację do Złotego Globu. W 1947 został obywatelem Stanów Zjednoczonych. 
8 lutego 1960 otrzymał własną gwiazdę w Alei Gwiazd w Los Angeles znajdującą się przy 6251 Hollywood Boulevard. 

## Życiorys

### Wczesne lata
Urodził się w Meksyku w Chihuahua. Jego matka, Manuela „Nellie” (z domu Oaxaca y Pallares), była Indianką pochodzącą z Azteków, a ojciec, Francisco „Frank” Quinn, malarz i torreador, był pochodzenia meksykańskiego i irlandzkiego. Miał młodszą siostrę Stellę. Po rewolucji Pancho Villi rodzina wyemigrowała do Stanów Zjednoczonych. 
Kiedy miał sześć lat, Quinn uczęszczał do kościoła katolickiego i nawet rozważał zostanie księdzem, ale w wieku 11 lat dołączył do zielonoświątkowców w Międzynarodowym Kościele Poczwórnej Ewangelii, który został założony i prowadzony przez ewangelicką kaznodzieję Aimee Semple McPherson. Przez pewien czas Quinn grał w kościelnej kapeli.
Dorastał najpierw w El Paso w Teksasie, a później we wschodnim Los Angeles w Kalifornii, gdzie jego ojciec pracował w Zelig’s Studio, opiekując się zwierzętami i szkoląc się jako operator filmowy. Anthony Quinn uczęszczał do szkoły podstawowej Hammel Street Elementary School, Belvedere Junior High School, liceum politechnicznego i Belmont High School w Los Angeles z Johnem Beradino, ale opuścił szkołę przed jej ukończeniem. W czerwcu 1987 Tucson High School w Arizonie przyznało mu honorowy dyplom ukończenia szkoły średniej.
W wieku dziewięciu lat zainteresował się sztuką i zaczął rzeźbić, a po trzech latach wziął udział w ogólnokrajowym konkursie w Kalifornii i wygrał go swoim gipsowym popiersiem Abrahama Lincolna. Zaczął rysować szkice gwiazd filmowych, które widział, gdy ojciec zabierał go ze sobą do Zelig’s Studio. Wysłał jeden szkic do Douglasa Fairbanksa i ku swojemu zaskoczeniu otrzymał w zamian czek na dwadzieścia pięć dolarów. Kiedy Anthony Quinn miał 11 lat, jego ociec zginął przed ich domem we wschodnim Los Angeles pod przejeżdżającym samochodem. Quinn obiecał wspierać swoją matkę, siostrę i babkę. Zaczął opuszczać szkołę i pracować dorywczo, aby pomóc w utrzymaniu rodziny. Przed ukończeniem 18 lat pracował jako migrujący robotnik rolny, gazeciarz, kaznodzieja, taksówkarz, pucybut, roznosiciel gazet, rzeźnik, murarz, malarz i kucharz. Jako bokser wagi półśredniej zarabiał także od pięciu do dziesięciu dolarów za walkę. Studiował sztukę i architekturę pod kierunkiem Franka Lloyda Wrighta w rezydencji projektanta w Arizonie i jego studiu Taliesin w Spring Green w Wisconsin.

### Kariera
W 1935 chciał zaciągnąć się na statek rybacki; gdy pakował rybę w gazetę trafił na ogłoszenie, że Cecil B. DeMille poszukuje Indianina do westernu Niezwyciężony Bill (The Plainsman, 1936) u boku Gary’ego Coopera. Ukrył się w pociągu, którym na gapę dojechał do Hollywood. Dostał rolę u Cecila B. De Mille’a i pojawił się także na ekranie jako widz walki Todda w familijnej komedii sportowej Leona McCareya Mleczna droga (The Milky Way, 1936) z Haroldem Lloydem, a potem w sensacyjnych melodramatach kryminalnych – Parole! (1936) w roli Zingo Browninga, Zaprzysiężony wróg (Sworn Enemy, 1936) Edwina L. Marina jako gangster u boku Roberta Younga i Nocna kelnerka (Night Waitress, 1936) w roli gangstera z Frankiem Faylenem. Potem poślubił adoptowaną córkę reżysera Cecila B. De Mille’a, u którego zagrał epizodyczną rolę jednego z piratów Beluche w historycznym dramacie przygodowym Korsarz (The Buccaneer, 1938). 
Do 1947 Quinn wystąpił w ponad 50 filmach i zagrał różne epizody, w tym Indian, przywódców mafii, wodzów Hawajów, filipińskich bojowników o wolność, chińskich partyzantów i arabskich szejków. W 1948 na Broadwayu zastąpił Marlona Brando w roli Stanleya Kowalskiego w przedstawieniu Tennessee Williamsa Tramwaj zwany pożądaniem. W 1953 przyszedł długo oczekiwany sukces –  Oscar za drugoplanową rolę Eufemio Zapaty, brata meksykańskiego rewolucjonisty Emiliano Zapaty (Marlon Brando) w biograficznym dramacie historycznym Elii Kazana Viva Zapata! (1952). Dwa lata później rozsławiła go rola brutala – jarmarcznego cyrkowca Zampanò, w którym niespodziewanie budzi się człowieczeństwo we włoskim czarno–białym filmem drogi Federico Felliniego La strada (1954). Rola francuskiego malarza Paula Gauguina w dramacie biograficznym Vincente Minnellego i George’a Cukora Pasja życia (Lust for Life, 1956) przyniosła mu drugiego Oscara. Był dwukrotnie nominowany do Oscara za role pierwszoplanowe; Gino, pasterza owiec w Nevadzie, który udaje się do Włoch, aby poślubić siostrę swojej żony, która zmarła wiele lat wcześniej w dramacie George’a Cukora Dziki jest wiatr (Wild Is the Wind, 1957) i za tytułową postać Greka Zorby w komediodramacie muzycznym Michalisa Kakojanisa Grek Zorba (1964), która przyniosła mu międzynarodową sławę. Przez prawie cztery lata grał Zorbę  (od 25 stycznia 1983 do 3 sierpnia 1986) również w musicalu wystawianym na Broadwayu. Rzadko grał klasycznych Amerykanów, za to często wcielał się w postaci Indian, Greków, Chińczyków, Turków, Meksykanów, Ormian, Francuzów, Włochów czy Arabów. W 1961 zdobył nominację do nagrody Tony Award za rolę króla Henryka II w spektaklu Jeana Anouilha Becket. 
Największe kreacje aktorskie stworzył w filmach: Krew na piasku, Dzwonnik z Notre Dame, Działa Navarony, Lawrence z Arabii, Dzieci Sancheza, Lew pustyni i Stary człowiek i morze. Chociaż najbardziej znany jest z ról ludzi twardych i bezkompromisowych, potrafił również – w takich filmach, jak 25. godzina, Trzewiki rybaka, Stradivarius – kreować nacechowane głębokim humanizmem postacie ludzi wrażliwych, z trudem radzących sobie z brutalnością otaczającego ich świata. Fanem Quinna był reżyser David Lean. Ostatni film z udziałem Quinna, Słodka zemsta wszedł na ekrany już po śmierci aktora.

## Życie prywatne
Był trzykrotnie żonaty.
- 3 października 1937 ożenił się z Katherine DeMille, z którą miał pięcioro dzieci: dwóch synów – Christophera (ur. 27 października 1938, zm. 15 marca 1941)[26] i Duncana (ur. 4 sierpnia 1945)[27] oraz trzy córki – Christinę (ur. 1 grudnia 1941)[28], Catalinę (ur. 21 listopada 1942) i Valentinę (ur. 26 grudnia 1952)[29]. 21 stycznia 1965 doszło do rozwodu.
- 2 stycznia 1966 poślubił projektantkę kostiumów pochodzenia włoskiego Jolandę Addolori. Mieli trzech synów: Francesco (ur. 22 marca 1962, zm. 5 sierpnia 2011)[30], Danny’ego (ur. 16 kwietnia 1964)[31] i Lorenzo (ur. 7 maja 1966)[32]. 19 sierpnia 1997 rozwiódł się.
- 7 grudnia 1997 zawarł związek małżeński z Kathy Benvin, z którą miał dwójkę dzieci: córkę Antonię (ur. 23 lipca 1993) i syna Ryana Nicholasa (ur. 5 lipca 1996)[33].

Miał również dwóch nieślubnych synów ze związku z Friedel Dunbar: Seana (ur. 7 lutego 1973) i Alexandra (ur. 30 grudnia 1976).
Pod koniec życia wstąpił do zielonoświątkowej wspólnoty chrześcijańskiej Kościoła Poczwórnej Ewangelii.

### Śmierć
Zmarł w Bostonie w wyniku komplikacji oddechowych związanych z rakiem krtani.

## Upamiętnienie
Rząd Grecji podarował Anthony’emu Quinnowi zatokę na wyspie Rodos w podziękowaniu za rolę w filmie Działa Navarony, czym przyczynił się do promocji wyspy. Zatokę nazwano imieniem i nazwiskiem aktora. Późniejszy, demokratyczny rząd unieważnił tę decyzję, jednak nazwa zatoki przetrwała do dziś. Zamykająca cypel skała została wykorzystana w filmie Działa Navarony, to w jej wnętrzu mieściły się działa.

## Filmografia

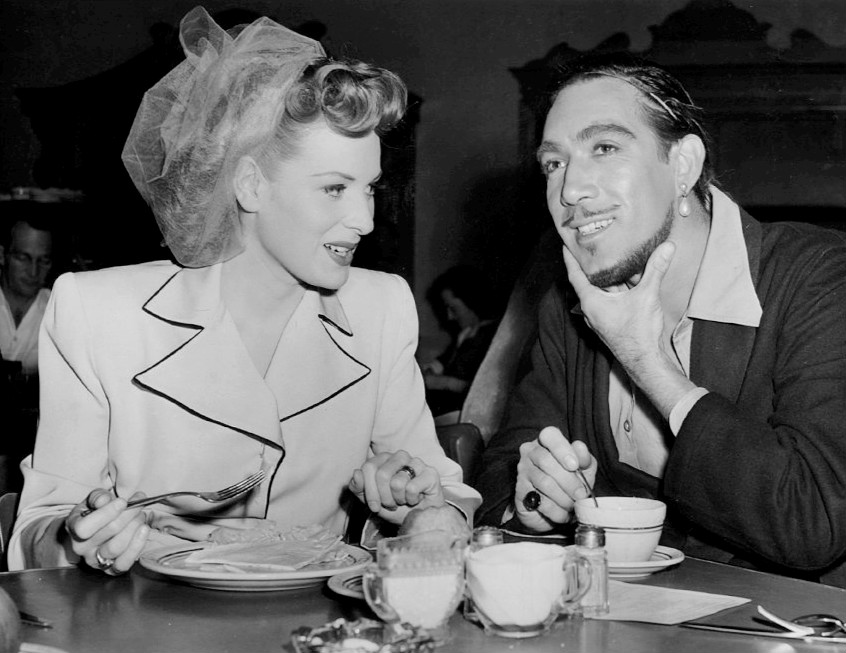
Maureen O’Hara i Quinn na planie filmu Sindbad Żeglarz (1947)

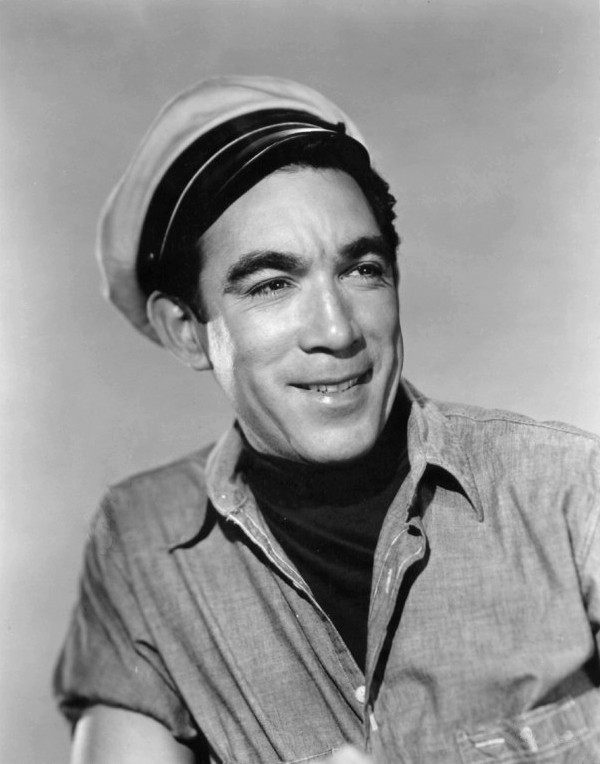
Anthony Quinn (ok. 1955)

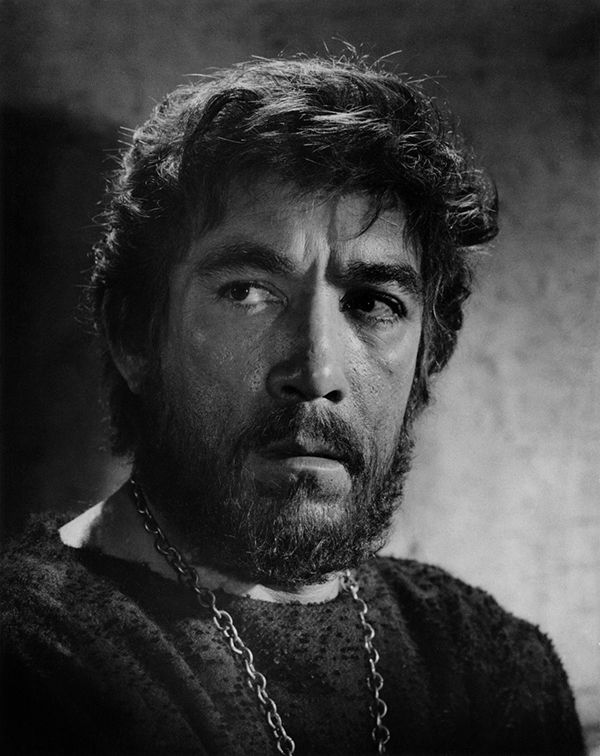
Anthony Quinn jako Barabasz w filmie o tej samej nazwie (1961)

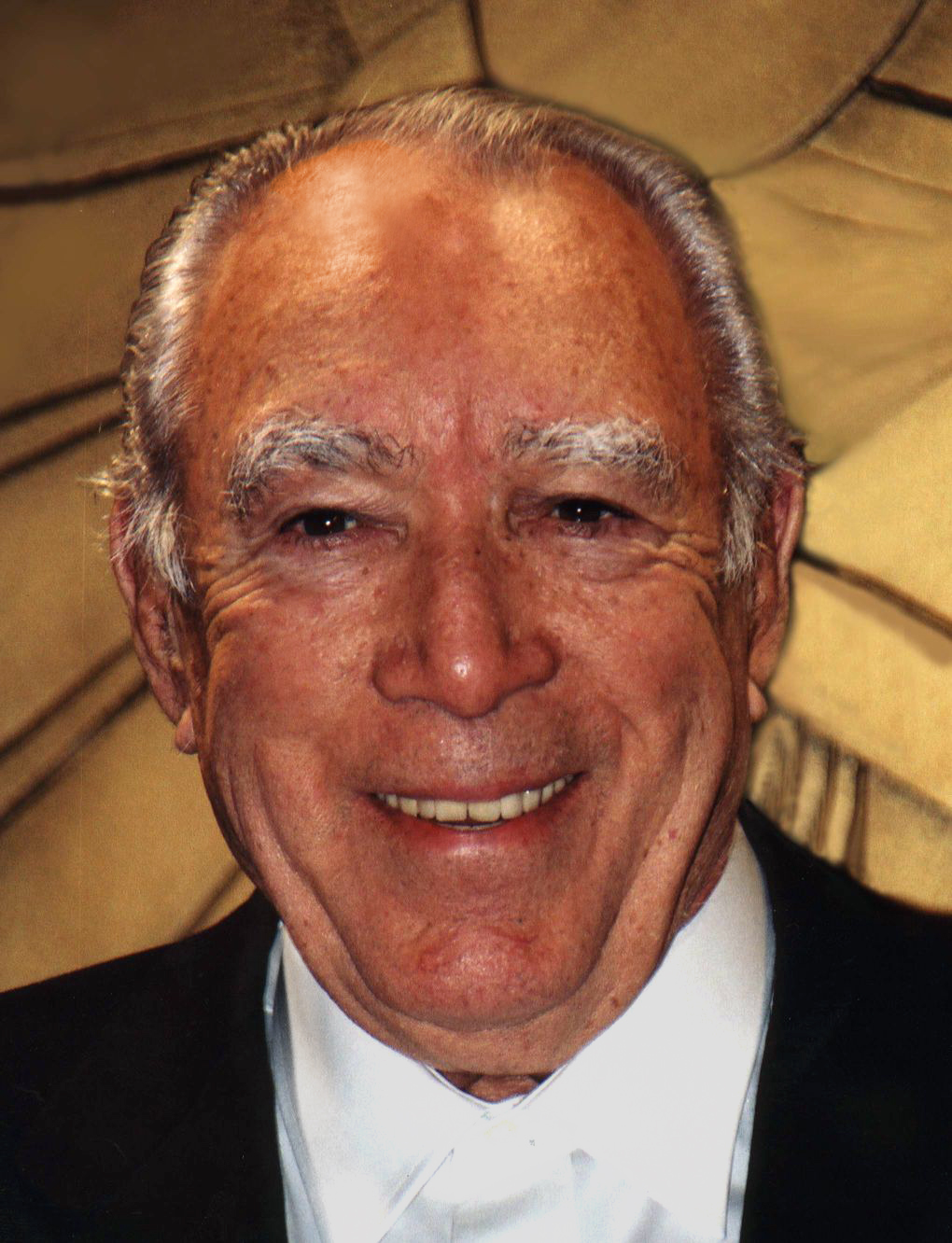
Anthony Quinn (2000)

- Niezwyciężony Bill (1936) jako Indianin
- Korsarz (1938) jako Beluche
- Droga do Singapuru (1940) jako Caesar
- Droga do sukcesu (1940) jako Murray Burns
- Umarli w butach (1941) jako wódz Szalony Koń
- Krew na piasku jako Manola de Palma
- Droga do Maroka (1942) jako Mullay Kassim
- Czarny łabędź (1942) jako Wogan
- Zdarzenie w Ox-Bow (1943) jako Juan Martinez/Francisco Morez
- Powrót do Bataan (1945; znany także pod tytułem Powrót do piekła) jako kpt. Andres Bonifatio
- Pod piracką banderą (1952) jako Roc Brasiliano
- Viva Zapata! (1952) jako Eufemio Zapata
- Płynne złoto (1953) jako "Paco" Conway
- Jedź, kowboju (1953) jako Jose Esqueda
- Miasto pod wodą (1953) jako Tony Bartlett
- Attila (1954) jako Attyla
- Ulisses (1954) jako Antoniusz
- La strada (1954) jako Zampano
- Pasja życia (1956) jako Paul Gauguin
- Dzwonnik z Notre Dame (1956) jako Quasimodo
- Dziki jak wiatr (1957) jako Gino
- Czarna orchidea (1958) jako Frank Valente
- Dwa złote colty (1959) jako Tom Morgan
- Ostatni pociąg z Gun Hill (1959) jako Craig Belden
- Dzikie niewiniątka (1960) jako Inuk
- Piękna złośnica (1960) jako Tom Healy
- Barabasz (1961) jako Barabasz
- Działa Navarony (1961) jako Andrea Stavros
- Lawrence z Arabii (1962) jako Auda abu Tayi
- Grek Zorba (1964) jako Alexis Zorba
- A oto koń siny (1964) jako Vinolas
- Wizyta starszej pani (1964) jako Serge Miller
- Orkan na Jamajce (1965) jako kpt. Chavez
- Niewiarygodne przygody Marco Polo (1965) jako Kublai Khan
- Wojna w Algierze (1966) jako Pierre Raspeguy
- 25. godzina (1967) jako Johann Moritz
- Trzewiki rybaka (1968) jako Cyryl Lakota
- Mag (1968) jako Maurice Conchis
- Strzelby dla San Sebastian (1968) jako Leon Alastray
- Tajemnica Santa Vittoria (1969) jako Italo Bombolini
- Spacer w wiosennym deszczu (1970) jako Will Cade
- Ostatni wojownik (1970) jako Flapping Eagle
- 110. ulica (1972) jako kpt. Mattelli
- Ojciec chrzestny nie żyje (1973) jako Don Angelo
- Marsylski kontrakt (1974) jako Steve Ventura
- Artystyczny kant (1976) jako Philip Bang
- Mesjasz (1976) jako Hamza
- Jezus z Nazaretu (1977) jako Józef Kajfasz
- Karawany (1978) jako Zulffiqar
- Grecki magnat (1978) jako Theo Tomasis
- Dzieci Sancheza (1978) jako Jesus Sanchez
- Przeprawa (1979) jako Bask
- Ryzykowna gra (1981) jako Mariano
- Salamandra (1981) jako Bruno Manzini
- Omar Mukhtar (1981; znany także pod tytułem Lew pustyni) jako Omar Mukhtar
- Onassis – najbogatszy człowiek świata (1988; serial TV) jako Socrates Onassis
- Duchy tego nie robią (1989) jako Scott
- Stradivarius (1989) jako Antonio Stradivari
- Stary człowiek i morze (1990) jako Santiago
- Odwet (1990) jako Tiburon Mendez
- Malaria (1991) jako Lou Carbone
- Gangsterzy (1991) jako Joe Masseria
- Tylko samotni (1991) jako Nick Acropolis
- Bohater ostatniej akcji (1993) jako Tony Vivaldi
- Jesienna miłość (1994) jako Michael Reyman
- Herkules (1995–1999; serial TV) jako Zeus
- Spacer w chmurach (1995) jako don Pedro Aragon
- Gotti (1996) jako Aniello Dellacroce
- Słodka zemsta (2002; film wszedł na ekrany już po śmierci Quinna) jako Angelo Allieghieri

## Nagrody i nominacje
| Rok  | Nagroda                                | Kategoria                                                                   | Tytuł produkcji                              | Rezultat  |
| ---- | -------------------------------------- | --------------------------------------------------------------------------- | -------------------------------------------- | --------- |
| 1953 | Oscar                                  | Najlepszy aktor drugoplanowy                                                | Viva Zapata! (1952)                          | Wygrana   |
| 1957 | Złoty Glob                             | Najlepszy aktor drugoplanowy                                                | Pasja życia (1956)                           | Nominacja |
| 1957 | Oscar                                  | Najlepszy aktor drugoplanowy                                                | Pasja życia (1956)                           | Wygrana   |
| 1958 | Oscar                                  | Najlepszy aktor pierwszoplanowy                                             | Dziki jest wiatr (1956)                      | Nominacja |
| 1961 | Tony Award                             | Najlepszy aktor w sztuce teatralnej                                         | Becket (1960)                                | Nominacja |
| 1963 | Złoty Glob                             | Najlepszy aktor w filmie dramatycznym                                       | Lawrence z Arabii (1962)                     | Nominacja |
| 1963 | Nagroda BAFTA                          | Najlepszy aktor zagraniczny                                                 | Lawrence z Arabii (1962)                     | Nominacja |
| 1964 | National Board of Review               | Najlepszy aktor                                                             | Grek Zorba (1964)                            | Wygrana   |
| 1965 | Złoty Glob                             | Najlepszy aktor w filmie dramatycznym                                       | Grek Zorba (1964)                            | Nominacja |
| 1965 | Oscar                                  | Najlepszy aktor pierwszoplanowy                                             | Grek Zorba (1964)                            | Nominacja |
| 1966 | Nagroda BAFTA                          | Najlepszy aktor zagraniczny                                                 | Grek Zorba (1964)                            | Nominacja |
| 1970 | Złoty Glob                             | Najlepszy aktor w filmie komediowym lub musicalu                            | Tajemnica Santa Vittoria (1969)              | Nominacja |
| 1987 | 44. ceremonia wręczenia Złotych Globów | Nagroda im. Cecila B. DeMille’a                                             | –                                            | Wygrana   |
| 1988 | Nagroda Emmy                           | Wybitny aktor drugoplanowy w miniserialm lub filmie telewizyjnym            | Onassis – najbogatszy człowiek świata (1988) | Nominacja |
| 1992 | Złota Malina                           | Najgorszy aktor drugoplanowy                                                | Gangsterzy (1991)                            | Nominacja |
| 1997 | Złoty Glob                             | Najlepszy aktor drugoplanowy w serialu, miniserialu lub filmie telewizyjnym | Gotti (1996)                                 | Nominacja |
| 1997 | Nagroda Satelita                       | Najlepszy aktor drugoplanowy w serialu, miniserialu lub filmie telewizyjnym | Gotti (1996)                                 | Nominacja |

## Publikacje
- Anthony Quinn: The Original Sin: A Self-portrait by Anthony Quinn. Boston, Toronto: Brown & Company, 1972, s. 311. ISBN 0-316-72898-5.
- Anthony Quinn, Daniel Paisner: One Man Tango. Nowy Jork: HarperCollinsPublishers, 1995, s. 388. ISBN 978-0060183547.